# Rudy Zamora
Rudy Zamora (26 mars 1910 - 29 juillet 1989) est un animateur et réalisateur mexicano-américain.

## Filmographie
- 1931 : Les Chansons de la mère l'oie (Mother Goose Melodies)
- 1931 : L'Assiette de porcelaine
- 1931 : En plein boulot
- 1931 : Mélodies égyptiennes
- 1931 : Le Vilain Petit Canard
- 1931 : The Cat's Nightmare
- 1931 : The Clock Store
- 1931 : The Spider and the Fly
- 1931 : The Fox Hunt
- 1931 : The Bird Store